# Caleb Hanie
Caleb Jeffrey Hanie (født 11. september 1985 i Dallas, Texas, USA) er en amerikansk footballspiller, der spiller i NFL som quarterback for Dallas Cowboys. Han har spillet i NFL siden 2008, og har tidligere repræsenteret Chicago Bears, Denver Broncos og Cleveland Browns.

## Klubber
- Chicago Bears (2008–2011)
- Denver Broncos (2012)
- Cleveland Browns (2013)
- Dallas Cowboys (2014–)